# Underbelly
 (juin 2023).
La mise en forme du texte ne suit pas les recommandations de Wikipédia : il faut le « wikifier ».
Les points d'amélioration suivants sont les cas les plus fréquents. Le détail des points à revoir est peut-être précisé sur la page de discussion.
- Les titres sont pré-formatés par le logiciel. Ils ne sont ni en capitales, ni en gras.
- Le texte ne doit pas être écrit en capitales (les noms de famille non plus), ni en gras, ni en italique, ni en « petit »…
- Le gras n'est utilisé que pour surligner le titre de l'article dans l'introduction, une seule fois.
- L'italique est rarement utilisé : mots en langue étrangère, titres d'œuvres, noms de bateaux, etc.
- Les citations ne sont pas en italique mais en corps de texte normal. Elles sont entourées par des guillemets français : « et ».
- Les listes à puces sont à éviter, des paragraphes rédigés étant largement préférés. Les tableaux sont à réserver à la présentation de données structurées (résultats, etc.).
- Les appels de note de bas de page (petits chiffres en exposant, introduits par l'outil «  Source ») sont à placer entre la fin de phrase et le point final[comme ça].
- Les liens internes (vers d'autres articles de Wikipédia) sont à choisir avec parcimonie. Créez des liens vers des articles approfondissant le sujet. Les termes génériques sans rapport avec le sujet sont à éviter, ainsi que les répétitions de liens vers un même terme.
- Les liens externes sont à placer uniquement dans une section « Liens externes », à la fin de l'article. Ces liens sont à choisir avec parcimonie suivant les règles définies. Si un lien sert de source à l'article, son insertion dans le texte est à faire par les notes de bas de page.
- La présentation des références doit suivre les conventions bibliographiques. Il est recommandé d'utiliser les modèles {{Ouvrage}}, {{Chapitre}}, {{Article}}, {{Lien web}} et/ou {{Bibliographie}}. Le mode d'édition visuel peut mettre en forme automatiquement les références.
- Insérer une infobox (cadre d'informations à droite) n'est pas obligatoire pour parachever la mise en page.

Pour une aide détaillée, merci de consulter Aide:Wikification.
Si vous pensez que ces points ont été résolus, vous pouvez retirer ce bandeau et améliorer la mise en forme d'un autre article.
Underbelly est une série télévisée australienne divisée en saisons de 13 ou 8 épisodes représentant chacune une mini série, créée par Des Monaghan et Jo Horsburgh et diffusée du 13 février 2008 au 1er septembre 2013 sur Nine Network.
En France, la série est diffusée depuis le 27 novembre 2008 sur Orange ciné choc et rediffusée sur Série Club et Direct Star, et en Belgique sur BeTV.

## Première saison:Underbelly(2008)

### Synopsis
La première saison d’Underbelly se focalise sur la guerre des gangs ayant eu lieu à Melbourne entre 1995 et 2004. Sur fond de trafic de drogue, la série montre l’évolution des tensions entre bandes rivales et des dissensions à l’intérieur même des clans. Basé sur des faits réels, la « guerre souterraine » entre le Carlton Crew et le clan Williams a terrorisé l’État de Victoria pendant une décennie.
La projection de la série dans cet État a d’ailleurs été supprimée puis décalée afin de ne pas influencer les procès en cours dont celui de Carl Williams et de ses hommes de main.

### Distribution
| - La Famille Williams / The Sunshine Crew - Gyton Grantley (VF : Thierry Kazazian) : Carl Williams - Kat Stewart (VF : Nathalie Homs) Roberta Williams - Damian Walshe-Howling (VF : Pierre Tessier) : Andrew « Benji » Veniamin - Robert Mammone (VF : Bruno Magne) : Tony Mokbel - Alex Dimitriades (VF : Nessym Guétat) Victor « Mr. T » Brincat - Ian Bliss (VF : Yann Pichon) Thomas « Mr. L » Hentschel - Daniel Amalm (VF : Emmanuel Garijo) : Dino Dibra - Ryan Johnson : Rocco Arico - La Famille Moran / The Painters and Dockers - Kevin Harrington (VF : Hervé Caradec) : Lewis Moran - Les Hill (VF : Martial Le Minoux) : Jason Moran - Callan Mulvey (VF : Jérôme Keen) : Mark Moran - Caroline Gillmer (VF : Danièle Hazan) : Judy Moran - Gerard Kennedy (VF : Benoît Allemane) : Graham Kinniburgh | - The Carlton Crew - Vince Colosimo (VF : Eric Peter) : Alphonse Gangitano - Simon Westaway (VF : Pascal Germain) : Domenic « Mick » Gatto - Martin Sacks (VF : Stefan Godin) : Mario Condello - Marcus Graham (VF : Bruno Dubernat) : Lewis Caine - George Kapiniaris : George « Lawyer » Defteros - Task Force Purana - Rodger Corser (VF : Bruno Choël) : Détective Steve Owen - Caroline Craig (VF : Marie Chevalot) : Détective Jacqui James - Frankie J. Holden (VF : Patrick Borg) : Garry Butterworth - Autres personnages - Don Hany (VF : Cédric Dumond) : Nik Radev - Lliam Amor : Greg Workman - Madeleine West (VF : Agnès Manoury) : Danielle McGuire |

### Bande originale
1. Burkhard Dallwitz : It's A Jungle Out There
2. Little Red : Coca-Cola
3. The Paper Scissors : We Don't Walk
4. Jamaica Jam : Sticky Fingers
5. GOD (en) : My Pal
6. The Panics : Don't Fight It
7. Pikelet : The Call It Love?....Wow
8. The Easybeats : Sorry
9. Vulgargrad : The Giraffe
10. Riot in Belgium : La Musique
11. I Monster : These Are Our Children
12. Suzie Higgie : Gates To The City
13. Jack & Misty : Molasses In The Moonlight
14. Winterpark : One Night Alone
15. Nick Cave and the Bad Seeds : The Carnival Is Over
16. Oleg Kostrow : Cyclone On Ceylon
17. Klaus Wusthoff : Mon Cheri (v2)
18. Burkhard Dallwitz : Underbelly Suite

## Deuxième saison:Underbelly: A Tale of Two Cities(2009)

### Synopsis
La deuxième saison de "Underbelly" prend place dans les années 70, et montre l'ascension de Robert Trimbole (Aussie Bob) comme gros producteur de marijuana dans le comté de Griffith ainsi que de Terrance John Clark, un néo-zélandais à la tête d'un réseau important de l'héroïne d'Asie jusqu'en Australie; ces deux personnes s'associeront pour créer une organisation très rentable, mais cependant extrêmement meurtrière.

### Distribution
| - Mr. Asia Drug Syndicate - Matthew Newton (VF : Constantin Pappas) : Terry Clark - Anna Hutchison (VF : Ariane Aggiage) : Allison Dine - Damon Gameau (VF : Jérémy Prévost) : Andy Maher - Merrick Watts : Marty « Mr. Asia » Johnstone - Simone Kessell (VF : Hélène Bizot) : Isabelle Wilson - Gareth Reeves (VF : Cyrille Artaux) : Douglas Wilson - Sam Anderson (VF : Alexandre Olivier) : Harry « Pommy » Lewis - Chris Sandrinna : Greg Ollard - Ria Vandervis (VF : Audrey Sablé) : Kay Reynolds - Jake Lindesay (VF : Pierre Tessier) : Wayne Robb - Federal Task Force / Major Crime Squad - Asher Keddie (VF : Danièle Douet) : Détective Liz Cruickshank - Peter Phelps (VF : Thierry Murzeau) : Détective Joe Messina - Jonny Pasvolsky (VF : Xavier Fagnon) : Dave Priest - Matt Passmore (VF : Fabrice Josso) : Détective Warwick Mobb - Myles Pollard (VF : Tanguy Goasdoué) : Phil de la Salle - Politiciens et Policiers corrompus - Samuel Johnson (VF : Serge Faliu) : Jack Smith - Paul Tassone (VF : Boris Rehlinger) : Dennis Kelly - Dieter Brummer (VF : Cédric Dumond) : Trevor Haken - Daniel Roberts (VF : Antoine Tomé) : Jim Egan - Ric Herbert : Al Grassby - John Wood : Murray Farquhar - Autres personnages - Jenna Lind (VF : Vanina Pradier) : Maria Muhary - Katie Wall (VF : Mélody Dubos) : Karen Soich - Suzannah McDonald (VF : Juliette Degenne) : Ann-Marie Presland - Andrew McFarlane (VF : Bernard Lanneau) : Donald Mackay - Diane Craig (VF : Florence Dumortier) : Barbara Mckay - Kate Ritchie : Judi Kane | - Criminels australiens (Griffith) - Roy Billing (VF : Philippe Peythieu) : Robert « Bob » Trimbole - Tony Poli (VF : Cyrille Monge) : Gianfranco « Frank » Tizzoni - Criminels australiens (Sydney) - Peter O'Brien (VF : Jean-Louis Faure) : George Freeman - Dustin Clare (VF : Frédéric Popovic) : Chris Flannery - Damian de Montemas (VF : Thierry Ragueneau) : Brian Alexander - Wadih Done (VF : Emmanuel Gradi) : Dr Nick Paltos - John McNeill (VF : Hervé Caradec) : Lennie McPherson - Anthony Simcoe : Danny Chubb - Brendan Donoghue : Mick Sayers - Paul Ireland : Tony Eustace - Peter Lamb : Johannes Muller - Josh McConville : Michael Hurley - Criminels australiens (Melbourne) - Martin Dingle Wall : Les Kane - Tim McCunn (VF : Patrick Béthune) : Brian Kane - Nathan Page (VF : Gilles Morvan) : Ray « Chuck » Bennett - Elan Zevelsky (VF : Éric Peter) : Alphonse Gangitano - Teo Gebert (VF : Jérôme Berthoud) : Laurie Prendergast - Wayne Bradley (VF : Benoît DuPac) : Vinnie Mikkelsen - Scott Burgess (VF : Yann Pichon) : Jim Bazley - Renato Fabretti : Mark « Chopper » Read (en) - Harold Hopkins : George Joseph |

### Épisodes
1. Aussie Bob et Kiwi Terry (Aussie Bob & Kiwi Terry)
2. Mauvaises Habitudes (Bad Habits)
3. Un monde tout neuf (Brave New World)
4. Les Risques du métier (Business As Usual)
5. L'Histoire de deux tueurs (A Tale of Two Hitmen)
6. Sans issue (Stranded)
7. Une bonne affaire (A Nice Little Earner)
8. Diamants (Diamonds)
9. Le Baiser de Judas (Judas Kiss)
10. L'Heure des comptes (The Reckoning)
11. La Fraternité (The Brotherhood)
12. Quand la chance tourne (O Lucky Man)
13. Les Êtres aimés (The Loved Ones)

### Bande originale
1. The Angels : Take a Long Line
2. Philadelphia Grand Jury : Going to the Casino
3. Freddie Henchi & The Soulsetters : Funky to the Bone
4. Hard-Ons : Girl in the Sweater
5. Flash & The Pan : Down Among the Deadmen
6. Divinyls : Science Fiction
7. Alex Kaeck & His Keikis : Tiny Bubbles
8. Cheetah : Spend the Night
9. Eli « Paperboy » Reed & The True Loves : Take My Love with You
10. Normie Rowe : Shakin' All Over
11. The Motels : Total Control
12. Jo Jo Zep & The Falcons : Hit and Run
13. Daddy Cool : Eagle Rock
14. Giorgio Conte : Rock’n Roll & Cha Cha Cha
15. Billy Field : Bad Habits
16. Mississippi : Kings of the World
17. Jackson Jackson : Devil in Me
18. Burkhard Dallwitz : It’s a Jungle Out There

## Troisième saison:Underbelly: The Golden Mile(2010)

### Synopsis
"The Golden Miles", la troisième saison de "Underbelly", prends place dans le quartier de King's Cross à Sydney dans les années 1990; C'est un lieu de débauche et de trafics multiples; Le commerce d'amphétamines bat son plein, alimentant les guerres de territoires entre groupes mafieux, ainsi que la corruption au sein d'une police gangrenée et mal gérée;
Le milieu libanais de Sydney est très représenté dans cette saison (notamment par l'ascension de John Ibrahim comme videur, puis gérant de boite); On y voit aussi les vieilles figures du milieu australien: Georges Freeman (Le seul personnage que l'on voit dans les trois premières saisons de "Underbelly" ) et Lenny Mc Pherson;
Il est à signaler qu'une policière, Wendy Hatfield, représentée dans 5 épisodes de la série dans le personnage de Wendy Jones, a porté plainte pour diffamation contre les producteurs de la série, en particulier à cause de l'épisode 6 ; La plaignante reproche aux producteurs de l'avoir ridiculisée à travers le personnage de Wendy Jones, lorsque celle-ci a une relation avec le truand John Ibrahim ; Wendy Hatfield nie avoir eu cette relation.

### Distribution
- Emma Booth : Kim Hollingsworth
- Firass Dirani : John Ibrahim
- Wil Traval : Joe Dooley
- Cheree Cassidy : Debbie Webb
- Dieter Brummer : Trevor Haken
- Paul Tassone : Dennis Kelly
- Damien Garvey (en) : Graham « Chook » Fowler
- Daniel Roberts : Jim Egan
- Diarmid Heidenreich : Eddie "Parrot" Gould
- Rob Carlton : Neville 'Scully' Scullion
- Peter O'Brien : George Freeman
- John McNeill : Lenny McPherson
- Salvatore Coco : Harry 'Hammer' Hammoud
- Michael Vice : Benny Kassab
- Hazem Shammas : Bill Bayeh
- Steve Bastoni : Louis Bayeh
- Dan Mor : Danny "DK" Karam
- Ryan Corr : Michael "Doc" Kanaan
- Sigrid Thornton : Geraldine "Gerry" Lloyd
- Caroline Craig : Narrateur

### Épisodes
1. Immersion (Into the Mystic)
2. Opportunités (The Crucible)
3. Titre français inconnu (Kingdom Come)
4. Titre français inconnu (Fall Guy)
5. Titre français inconnu (Saving Face)
6. Des femmes en uniforme (Women In Uniform)
7. Titre français inconnu (Full Force Gale)
8. Titre français inconnu (Crossroads)
9. Titre français inconnu (Dog Eat Dog)
10. Titre français inconnu (Hurt On Duty)
11. Titre français inconnu (Beauty and the Beast)
12. Titre français inconnu (The Good Lieutenant)
13. Titre français inconnu (Alpha and Omega)

### Bande originale
1. The Shimmys : "Shimmys Intro"
2. Generationals : When They Fight They Fight"
3. The Cheats : Baby Won't You Be My Baby Tonight"
4. The F*cking Eagles : Dirty Gold"
5. Amy Millan : Pour Me Another"
6. Wagons : The Gambler"
7. Rocketsmiths : The Boy Who Cried Misery"
8. Bliss n Esso : $5 Steak"
9. Keedz : Stand on the Word (Mima Version)
10. Pepe Deluxé : Pussy Cat Rock"
11. The Chesterfield Kings : Death Is The Only Real Thing"
12. Jen Cloher & The Endless Sea : Red Room"
13. Ladi6 : Give Me The Light"
14. Sia : Little Black Sandals"
15. Charlie Parr : God Moves On The Water"
16. Burkhard Dallwitz : It's A Jungle Out There"

## Quatrième saison:Underbelly: Razor(2011)

### Synopsis
La quatrième saison de "Underbelly" se déroulera dans les années 1920, lors de la sanglante guerre opposant les reines du crime Tilly Devine et Kate Leigh. La série s'inspire du livre " Razor " écrit par Larry Writer.

### Distribution
- Danielle Cormack : Kate Leigh
- Chelsie Preston Crayford : Tilly Devine
- Anna McGahan : Nellie Cameron
- Jack Campbell : "Big Jim" Devine
- John Batchelor : Wally Tomlinson
- Khan Chittenden : Frank "The Little Gunman" Green
- Richard Brancatisano : Guido Calletti
- Craig Hall : Détective Inspector Bill Mackay
- Lucy Wigmore : Lillian May Armfield
- Steve Le Marquand : Sergeant Tom Wickham

### Épisodes
1. Titre français inconnu (The Worst Woman in Sydney)
2. Titre français inconnu (Whips and Scorpions)
3. Titre français inconnu (Cat Amongst the Pigeons)
4. Titre français inconnu (The Damage Done)
5. Titre français inconnu (The Darlinghurst Outrage)
6. Titre français inconnu (Blood Alley)
7. Titre français inconnu (Tripe and Brains)
8. Titre français inconnu (A Big Shivoo)
9. Titre français inconnu (The Crash)
10. Titre français inconnu (The Sentimental Bloke)
11. Titre français inconnu (Jerusalem Revisited)
12. Titre français inconnu (Big Moves)
13. Titre français inconnu (Armageddon)

## Underbelly NZ: Land of the Long Green Cloud (2011)

### Synopsis
Cette mini-série en 6 épisodes a été produite en Nouvelle-Zélande et diffusée sur TV3, et l'histoire se situe entre 1972 et 1980, en préquelle de Underbelly: A Tale of Two Cities.

### Distribution
- Dan Musgrave : Marty Johnstone (aka 'Mr. Asia')
- Thijs Morris : Andy Maher
- Jamie Irvine : Détective Constable Ben Charlton et narrateur
- Holly Shanahan :Détective Constable Caroline Derwent
- Andrew Laing : DSS Laurie Mackenzie
- Calvin Tuteao : Diamond Jim Shepherd
- Damien Avery :Det. 'Goose' Gosling
- Richard Knowles : DS 'Ding' Bell
- Edith Poor : Bonnie Marie Jones
- Gary Young : Chinese Jack
- Joel Tobeck : Gary Majors
- Stelios Yiakmis : Big Ari

### Épisodes
1. Titre français inconnu (Disorganised Crime)
2. Titre français inconnu (Trains 'n' Boats 'n' Planes)
3. Titre français inconnu (All at Sea)
4. Titre français inconnu (Marty / Party)
5. Titre français inconnu (Dominoes)
6. Titre français inconnu (Thirty of Silver / One of Gold)

## Cinquième saison:Underbelly: Badness(2012)

### Synopsis
La cinquième saison en 8 épisodes se situe à Sydney entre 2001 et 2011. Elle a été diffusée du 13 août 1er octobre 2012.

### Distribution
- Jonathan LaPaglia : Anthony "Badness" Perish
- Matthew Nable : Det. Insp. Gary Jubelin
- Jodi Gordon
- Aaron Jeffery
- Josh Quong Tart
- Leeanna Walsman

### Épisodes
1. Titre français inconnu (Thy Will Be Done)
2. Titre français inconnu (Cut Snake and Crazy)
3. Titre français inconnu (The Loaded Dog)
4. Titre français inconnu (Year of the Rooster)
5. Titre français inconnu (Troubleshooting)
6. Titre français inconnu (Road to Nowhere)
7. Titre français inconnu (Bang, Bang, Kill, Killa)
8. Titre français inconnu (Strike Force Tuno)

## Sixième saison:Underbelly: Squizzy(2013)
Une sixième saison est en production se situe à Melbourne entre 1915 et 1927. Elle a été diffusée du 28 juillet au 2 septembre 2013.

## Distribution
- Jared Daperis : Joseph Theodore Leslie "Squizzy" Taylor
- Camille Keenan : Dolly Grey
- Susie Porter : Rosie Taylor
- Ashley Zukerman : Detective James Bruce
- Luke Ford : Albert "Tankbuster" McDonald
- Dan Wyllie : Detective Frederick Piggott
- Ken Radley : Detective John Brophy
- Nathan Page : Henry Stokes
- Diana Glenn : Annie Stokes
- Matt Boesenberg : John "Snowy" Cutmore
- Gracie Gilbert : Ida Pender
- Andrew Ryan : Angus "Gus" Murray
- Richard Cawthorne : "Long Harry" Slater
- Ian Dixon : Ted Whiting
- Sam Greco : Sam "Bunny" Whiting
- Elise Jansen : Lorna Kelly
- Greg Fleet : Richard Buckley

### Épisodes
1. titre français inconnu (Squizzy Steps Out)
2. titre français inconnu (Squizzy Puts One Over)
3. titre français inconnu (Squizzy Takes Charge)
4. titre français inconnu (Squizzy Breaks Some Hearts)
5. titre français inconnu (Squizzy Tempts Fate)
6. titre français inconnu (Squizzy Makes the Front Page)
7. titre français inconnu (Squizzy Loses the Plot)
8. titre français inconnu (Squizzy Cooks a Goose)

## Distinctions

### Récompenses
- Australian Film Institute 2008 : trois AFI Awards
- Australian Writers' Guild 2008 : deux récompenses
- Screen Music Awards, Australia 2008 : meilleur thème musical pour Burkhard von Dallwitz
- Logie Award 2009 : meilleure série dramatique
- Logie Award 2009 : meilleur acteur pour Gyton Grantley
- Logie Award 2009 : meilleure actrice pour Kat Stewart

## Commentaires
- La série est basée sur des évènements réels (Melbourne Gangland Killings) concernant le milieu criminel australien (mafia, trafic de drogue, corruption, tueurs en série...) 36 criminels se seraient entre-tués, parmi lesquels Carl Williams, Keith Faure, Evangelos Goussis, Tony Mokbel, Mario Condello, Dino Dibra, Alphonse Gangitano, Graham Kinniburgh, Lewis Caine, Andrew Veniamin et la famille Moran (Jason Moran, Lewis Moran, Judy Moran, Mark Moran, Desmond Moran)...

- La série attire depuis ses débuts une moyenne de deux millions de téléspectateurs par épisode ce qui en fait le plus grand succès télévisuel australien de l’histoire.

- Mick Gatto était boxer professionnel, soupçonné de crime puis acquitté.

- Purana Task Force est l'équipe de police de Victoria qui les arrêta. En 2003 la National Crime Authority of Australia est fermée (sans raison apparente), le ministre de la justice transmit l'affaire au nouveau service Australian Crime Commission (ACC) l'équivalente de FBI.

- Le bon déroulement du procès fut gêné par la série selon la cour suprême[2].

- Zarah Garde-Wilson, avocate et petite amie de Lewis Caine, a été soupçonnée de complicité passive par la police[3].

- Les journalistes d'investigation John Silvester et Andrew Rule écrivent l'histoire depuis 1997, qui sert de scénario à la série[4].